# Rosa Porten
Rosa Porten (Düsseldorf, 18 de fevereiro de 1884 — Munique, 7 de maio de 1972) foi uma prolífica roteirista, atriz, e diretora alemã durante a era dos filmes mudos.

## Início de vida
Porten nasceu em Düsseldorf, Alemanha, filha de Franz Porten e Wincenzia Porten (nascida Wybiral). Ela tinha uma irmã mais nova, Henny Porten, e um irmão mais novo, Fritz Porten. Seu pai era um cantor de ópera e sua irmã uma estrela de cinema popular na Alemanha.

## Carreira
Quando criança, Porten e sua irmã costumavam aparecer em peças da escola e coleções de imagens em movimento com ópera e árias que seu pai filmava.
Como diretora, os filmes de Porten se destacaram por apresentar histórias centradas nas mulheres.

## Vida pessoal
Porten era casada com o diretor Franz Eckstein. Ela morreu em 1972 em Munique, Alemanha.

## Filmografia
A seguir está uma lista selecionada de obras de Porten. Arquivistas de filmes suspeitam que Porten trabalhou em mais de 50 filmes, mas a maioria não sobreviveu devido à natureza inflamável dos filmes daquele período. Seus filmes foram apresentados em festivais de cinema como The Fifth International Women e Silent Screen Conference, Universidade de Estocolmo, Suécia, em junho de 2008, Il Cinema Ritrovato e o Dia Mundial do Patrimônio Audiovisual da UNESCO em 2010 e 2014.

### Roteirista
- 1928: Die Heiratsfalle - roteirista, diretora
- 1927: Das Mädchen aus der Fremde - roteirista
- 1927: Fahrendes Volk (documentary short) - roteirista
- 1925: Hedda Gabler  (roteiro) - roteirista
- 1924: Die Schmetterlingsschlacht - roteirista
- 1922: Ihr schlechter Ruf - roteirista, atriz
- 1921: Deines Bruders Weib - roteirista
- 1921: Die Hexe - roteirista
- 1921: Die Rächer - roteirista
- 1921: Lotte Lore - roteirista
- 1921: Was tat ich dir? - roteirista
- 1921: Du bist das Leben  - roteirista
- 1921: Durch Liebe erlöst - roteirista
- 1921: Opfer der Liebe - roteirista
- 1920: Badebubi - roteirista
- 1920: Das Drama von Glossow - roteirista
- 1920: Auri Sacra Fames, 2. Teil - Das Testament eines Exzentrischen - roteirista, atriz
- 1920: Auri Sacra Fames, 1. Teil - An der Liebe Narrenseil - roteirista, atriz
- 1920: Themis - roteirista, atriz
- 1919: Die da sterben, wenn sie lieben - roteirista
- 1918: Die Augen der Schwester - roteirista, atriz
- 1918: Ihr Junge - roteirista, atriz
- 1918: Die Filmkathi - roteirista, diretora, atriz
- 1918: Der Trompeter von Säckingen - roteirista
- 1917: Die nicht lieben dürfen... - roteirista, diretora, atriz
- 1917: Ihr laßt den Armen schuldig werden - roteirista, atriz
- 1917: Die Erzkokette - roteirista, diretora, atriz
- 1917: Der neueste Stern vom Variété[4] - roteirista, diretora, atriz
- 1917: Gräfin Maruschka - roteirista, diretora, atriz
- 1916: Die Wäscher-Resl - roteirista, diretora, atriz
- 1916: Das große Schweigen - roteirista
- 1915: Abgründe - roteirista
- 1911: Das Liebesglück der Blinden = The Happy Love of a Blind Girl (curta) - roteirista

### Atriz
- 1921: Die Rächer - atriz
- 1910: Das Geheimnis der Toten (curta) - atriz
- 1910: Wem gehört das Kind? = De Quem é Esta Criança?[4] (curta) - atriz
  - Em 2014, Fondazione Cineteca di Bologna restaurou este filme de nitrato que estava nas mãos do Deutsche Kinemathek[4]
- 1909: Der Brief an den lieben Gott (curta) - atriz
- 1909: Die kleine Baroness (curta) - atriz
- 1909: Othello (curta) - atriz, como Emilia
- 1908: Funiculi Funicula (curta) - atriz
- 1906: Apachentanz (curta) - atriz
- 1906: Meißner Porzellan[4] (curta) - atriz, como Dame

### Diretora
Como direitora, Porten frequentemente codirigiu com seu marido, Franz Eckstein; nestas instâncias ela usou o pseudônimo, Dr. R. Portegg.
- 1920: Die List Einer Zigarettenmacherin = O Truque de Wanda[4] - director (as R. Portegg)
- 1918: Der nicht vom Weibe Geborene - diretora
- 1918: Der Dieb - diretora (como R. Portegg)
- 1917: Das Opfer der Yella Rogesius = A Vítima do Yella Rogesius - diretora (como R. Portegg)
- 1917: Das Teufelchen = O Diabo[4] - diretora (como Dr. R. Portegg)
  - Em 2013, Österreichisches Filmmuseum = Museu de Cinema Austríaco restaurou este filme de nitrato, com o processo de preservação fotoquímica concluído pelo Svenska Filminstitutet.[8] Original tinha coloração especial que foi recriada através do método Desmet.
- 1917: Die Landpomeranze = A Pesada Mulher do Campo[4] - diretora (como Dr. R. Portegg)

## Obras e publicações
- Porten, Rosa. Die Filmprinzeß: Roman aus der Kino-Welt. = The Film Princess. Berlin: Eysler, 1919. OCLC 711795572